# Rick Marotta
Rick Marotta est un batteur, compositeur et producteur américain.

## Biographie
Marotta est membre de groupe The Riverboat Soul Band qui a sorti un album homonyme en 1968. Au début des années 1970, il est batteur pour son propre groupe, Brethen, avec Tom Cosgrove (chant et guitare), Stu Woods (basse) et Mike Garson (claviers). Deux albums sont produits; le premier simplement intitulé Brethen, sorti en 1970, et l'année suivante, Moment Of Truth, qui est presque impossible à trouver. Le groupe possédait un son qui mélangeait rock et country, avec des traces de jazz avec un peu de l'influence de Dr John, qui leur a écrit les notes des albums et surtout la chanson Loop Garoo de leur second 33 tours.
Devenu batteur de studio, il est un percussionniste qui apparaît sur de nombreux enregistrements d'artistes de renom tels que Aretha Franklin, Carly Simon, Steely Dan, James Taylor, Paul Simon, John Lennon, Hall & Oates, Stevie Nicks, Wynonna  Judd, Roy Orbison, Todd Rundgren, Roberta Flack, Peter Frampton, Peter Gabriel, Quincy Jones, Jackson Browne, Waylon Jennings, Randy Newman, Kenny G, The Jacksons, Crosby, Stills & Nash, Warren Zevon, et bien d'autres.
Marotta a composé la musique de l'émission de télévision, Everybody Loves Raymond. Son frère Jerry est aussi un batteur et percussionniste de renom qui a enregistré avec Peter Gabriel et participé à une de ses tournées.

## Filmographie
Comme compositeur
- 1995 : Showgirls : Long-Haired Drunk
- 1993 : The Cover Girl Murders (TV)
- 1994 : The Investigator (TV)
- 1997 : Life... and Stuff (série télévisée)
- 1997 : Painted Hero
- 1997 : Over the Top (série télévisée)
- 1998 : Rude Awakening ("Rude Awakening") (série télévisée)
- 1999 : Gary & Linda (Just the Ticket)
- 2000 : Oui, chérie ! ("Yes, Dear") (série télévisée)
- 2001 : Jenifer (TV)
- 2002 : Imagine That (série télévisée)
- 2003 : Abby (série télévisée)

Comme acteur
- 1988 : Cop : Wilson
- 1990 : The Adventures of Ford Fairlane de Renny Harlin : Studio Musician
- 1994 : Dead Connection : Club Owner
- 1994 : We the People : Bobby

Comme producteur
- 1994 : We the People